# Ganoproctus argentifer
Ganoproctus argentifer là một loài ruồi trong họ Tachinidae.